# Elezioni generali in Brasile del 2002
Le elezioni generali in Brasile del 2002 si tennero il 6 ottobre (primo turno) e il 27 ottobre (secondo turno) per l'elezione del Presidente e dei membri del Parlamento.

## Risultati
Elezioni presidenziali
| Candidati                 | Partiti                                     | I turno    | I turno | II turno   | II turno |
| Candidati                 | Partiti                                     | Voti       | %       | Voti       | %        |
| ------------------------- | ------------------------------------------- | ---------- | ------- | ---------- | -------- |
| Luiz Inácio Lula da Silva | PT - PL - PCdoB - PMN - PCB                 | 39 455 233 | 46,44   | 52 793 364 | 61,27    |
| José Serra                | PSDB - PMDB                                 | 19 705 445 | 23,20   | 33 370 739 | 38,73    |
| Anthony Garotinho         | PSB - PGT - PTC                             | 15 180 097 | 17,87   |            |          |
| Ciro Gomes                | PPS - PTB - PDT                             | 10 170 882 | 11,97   |            |          |
| José Maria de Almeida     | Partito Socialista dei Lavoratori Unificato | 402 236    | 0,47    |            |          |
| Rui Costa Pimenta         | Partito della Causa Operaia                 | 38 619     | 0,05    |            |          |
| Totale                    | Totale                                      | 84 952 512 | 100     | 86 164 103 | 100      |

Elezioni parlamentari
Camera dei deputati
| Liste                                             | Voti       | %     | Seggi |
| ------------------------------------------------- | ---------- | ----- | ----- |
| Partito dei Lavoratori                            | 16 094 080 | 18,40 | 91    |
| Partito della Social Democrazia Brasiliana        | 12 473 743 | 14,26 | 71    |
| Partito del Fronte Liberale                       | 11 706 253 | 13,38 | 84    |
| Partito del Movimento Democratico Brasiliano      | 11 691 526 | 13,37 | 74    |
| Partito Progressista Brasiliano                   | 6 828 375  | 7,81  | 49    |
| Partito Socialista Brasiliano                     | 4 616 674  | 5,28  | 22    |
| Partito Democratico Laburista                     | 4 482 538  | 5,12  | 21    |
| Partito Laburista Brasiliano                      | 4 052 111  | 4,63  | 26    |
| Partito Liberale                                  | 3 780 930  | 4,32  | 26    |
| Partito Popolare Socialista                       | 2 682 487  | 3,07  | 15    |
| Partito Comunista del Brasile                     | 1 967 847  | 2,25  | 12    |
| Partito della Ricostruzione dell'Ordine Nazionale | 1 804 655  | 2,06  | 6     |
| Partito Verde                                     | 1 179 374  | 1,35  | 5     |
| Partito Sociale Cristiano                         | 504 611    | 0,58  | 1     |
| Partito Sociale Laburista                         | 504 044    | 0,58  | 3     |
| Partito Socialdemocratico                         | 452 386    | 0,52  | 4     |
| Partito Social-Liberale                           | 408 512    | 0,47  | 1     |
| Partito Rinnovatore Laburista Brasiliano          | 304 092    | 0,35  | –     |
| Partito Umanista di Solidarietà                   | 294 928    | 0,34  | –     |
| Partito della Mobilitazione Nazionale             | 282 878    | 0,32  | 1     |
| Partito Repubblicano Progressista                 | 251 971    | 0,29  | –     |
| Partito Generale dei Lavoratori                   | 194 686    | 0,22  | –     |
| Partito Socialdemocratico Cristiano               | 192 546    | 0,22  | 1     |
| Partito Laburista del Brasile                     | 168 639    | 0,19  | –     |
| Partito Socialista dei Lavoratori Unificato       | 159 251    | 0,18  | –     |
| Partito dei Pensionati della Nazione              | 126 666    | 0,14  | –     |
| Partito Laburista Nazionale                       | 118 471    | 0,14  | –     |
| Partito Laburista Cristiano                       | 74 955     | 0,09  | –     |
| Partito Comunista Brasiliano                      | 45 963     | 0,05  | –     |
| Partito della Causa Operaia                       | 29 351     | 0,03  | –     |
| Totale                                            | 87 474 543 | 100   | 513   |

- Nel 2003 il Partito Progressista Brasiliano è ridenominato Partito Progressista

Senato federale
| Liste                                             | Voti        | %     | Seggi |
| ------------------------------------------------- | ----------- | ----- | ----- |
| Partito dei Lavoratori                            | 33 853 150  | 22,03 | 10    |
| Partito del Fronte Liberale                       | 28 408 415  | 18,49 | 14    |
| Partito del Movimento Democratico Brasiliano      | 25 199 662  | 16,40 | 9     |
| Partito della Social Democrazia Brasiliana        | 21 360 291  | 13,90 | 8     |
| Partito Democratico Laburista                     | 7 932 624   | 5,16  | 4     |
| Partito Progressista Brasiliano                   | 6 903 581   | 4,49  | –     |
| Partito Comunista del Brasile                     | 6 199 237   | 4,03  | –     |
| Partito Laburista Brasiliano                      | 5 190 032   | 3,38  | 2     |
| Partito Liberale                                  | 4 857 302   | 3,16  | 2     |
| Partito Popolare Socialista                       | 4 720 408   | 3,07  | 1     |
| Partito Socialista Brasiliano                     | 3 389 139   | 2,21  | 3     |
| Partito Social Democratico                        | 1 151 901   | 0,75  | 1     |
| Partito Socialista Laburista                      | 1 129 186   | 0,73  | –     |
| Partito Verde                                     | 962 719     | 0,63  | –     |
| Partito Socialista dei Lavoratori Unificato       | 490 251     | 0,32  | –     |
| Partito della Mobilitazione Nazionale             | 358 062     | 0,23  | –     |
| Partito Social-Liberale                           | 295 807     | 0,19  | –     |
| Partito Sociale Cristiano                         | 293 463     | 0,19  | –     |
| Partito della Causa Operaia                       | 194 112     | 0,13  | –     |
| Partito della Ricostruzione dell'Ordine Nazionale | 145 016     | 0,09  | –     |
| Partito Laburista Nazionale                       | 107 122     | 0,07  | –     |
| Partito Generale dei Lavoratori                   | 103 973     | 0,07  | –     |
| Partito Comunista Brasiliano                      | 95 489      | 0,06  | –     |
| Partito Repubblicano Progressista                 | 90 502      | 0,06  | –     |
| Partito dei Pensionati della Nazione              | 76 798      | 0,05  | –     |
| Partito Umanista di Solidarietà                   | 76 274      | 0,05  | –     |
| Partito Socialdemocratico Cristiano               | 29 768      | 0,02  | –     |
| Partito Rinnovatore Laburista Brasiliano          | 27 301      | 0,02  | –     |
| Partito Laburista del Brasile                     | 19 175      | 0,01  | –     |
| Partito Laburista Cristiano                       | 3 784       | 0,00  | –     |
| Totale                                            | 153 664 544 | 100   | 54    |